# Удод Євген Григорович
Удод Євген Григорович (30 травня 1973 , Кривий Ріг, Дніпропетровська область ) — депутат Дніпропетровської облради VIII скл., член фракції  партії "Блок Вілкула Українська перспектива». Екс-голова Обласної ради Дніпропетровської області.

## Біографія
- 1994—1998 — працював слюсарем та черговим по ремонту обладнання в об'єднанні «Кривбасруда» в Новокриворізькому державному Гірничо-збагачувальному комбінаті (після комплексі), в ВАТ Інгулецький ГЗК.
- 1998—2003 — працював на ПГЗК інженером відділу постачання, пізніше — начальником бюро по роботі з металургійними заводами відділу збуту та заступником начальника відділу збуту.
- 2003—2006 — працював на ЦГЗК директором по збуту та маркетингу. А потім — виконавчим директором підприємства.
- 2006—2009 — виконавчий, а потім генеральний директор ПГЗК
- 2006 — вибраний депутатом Дніпропетровської обласної ради V скликання. Очолив Комісію з питань будівництва, транспорту, зв'язку та благоустрою.
- 2009—2010 — директор з продажу Гірничорудного дивізіону підприємства «Метінвест».
- З червня 2010 — Голова Дніпропетровської обласної ради V скликання.
- З листопада 2010 — 16 грудня 2015 — голова Дніпропетровської обласної ради VI скликання.

## Розслідування
У грудні 2021 року Удоду висунули підозру у зловживанні владою і погрозі вбивством. Суд визначив йому заставу розміром 1,13 млн грн. За даними слідства Євген на посаді голови Дніпропетровської облради, порушив процедуру продажу комунального майна на користь приватної компанії, від чого обласний бюджет втратив 9,7 млн грн.

## Нагороди
- 2006 — нагороджений Почесною грамотою Кабінету Міністрів України
- 2007 — отримав почесне звання «Заслужений робітник промисловості України»[2]